# Коронація слова — 2002

Логотип конкурсу

Коронація слова 2002

## «Роман»
Лауреати:
- перша премія — Василь Шкляр, «Елементал»
- друга премія — Ганна Хома, «Репетитор»
- третя премія — Сергій Батурин, «Охоронець»

Дипломанти:
1. Валентин Строкань, «Чорний іній»
2. Володимир Лис, «Маска»
3. Марина Гримич, «Варфоломієва ніч»
4. Ольга Компанієць, «Назустріч»
5. Михайло Ткачук, «Гра з тінню»
6. Зоя Ігіна, «Обличчя»
7. Людмила Баграт, «Зло»

## Номінація «Кіносценарій»
Лауреати:
- перша премія — Юлія Боднарук, «Візит до Папи»
- друга премія — Григорій Штонь, «De folt»
- третя премія — Юрій Обжелян, «Останній квартал»

Дипломанти:
1. Ольга Кузакова, «Лихоліття»
2. Володимир Сердюк, «Аналіз крові»
3. Кирило Устюжанін, «Дванадцять копійок»
4. Олександр Жовна, «Дорога»
5. Оксана Гірняк, «Дурням щастить лише раз»
6. Володимир Зав'ялов, «Усвідомлена необхідність»
7. Володимир Мартинов, «Як Колобок визволяв принцесу з лап дракона Ковтай-Не-Жуючи»